# Humanitní vědy
Humanitní vědy či také duchovní vědy (z něm. Geisteswissenschaft) jsou vědy pojednávající o některé skupině produktů duchovních procesů, např. o filozofii, etice, umění, jazycích, náboženství apod. Pojem „duchovní věda“ pochází z němčiny a tam zas původně z anglického „Moral sciences“. V anglickém kulturním okruhu mu přibližně odpovídá pojem „humanitní“ (humanistiky) nebo „social sciences“ (společenské vědy), ve francouzském „Lettres“ nebo „sciences humaines“ (humánní vědy). V českém prostředí jsou humanitní vědy oddělovány od věd společenských, které se zabývají společností jako takovou. Výuce humanitních věd se věnují zejména filosofické fakulty.

## Seznam humanitních věd

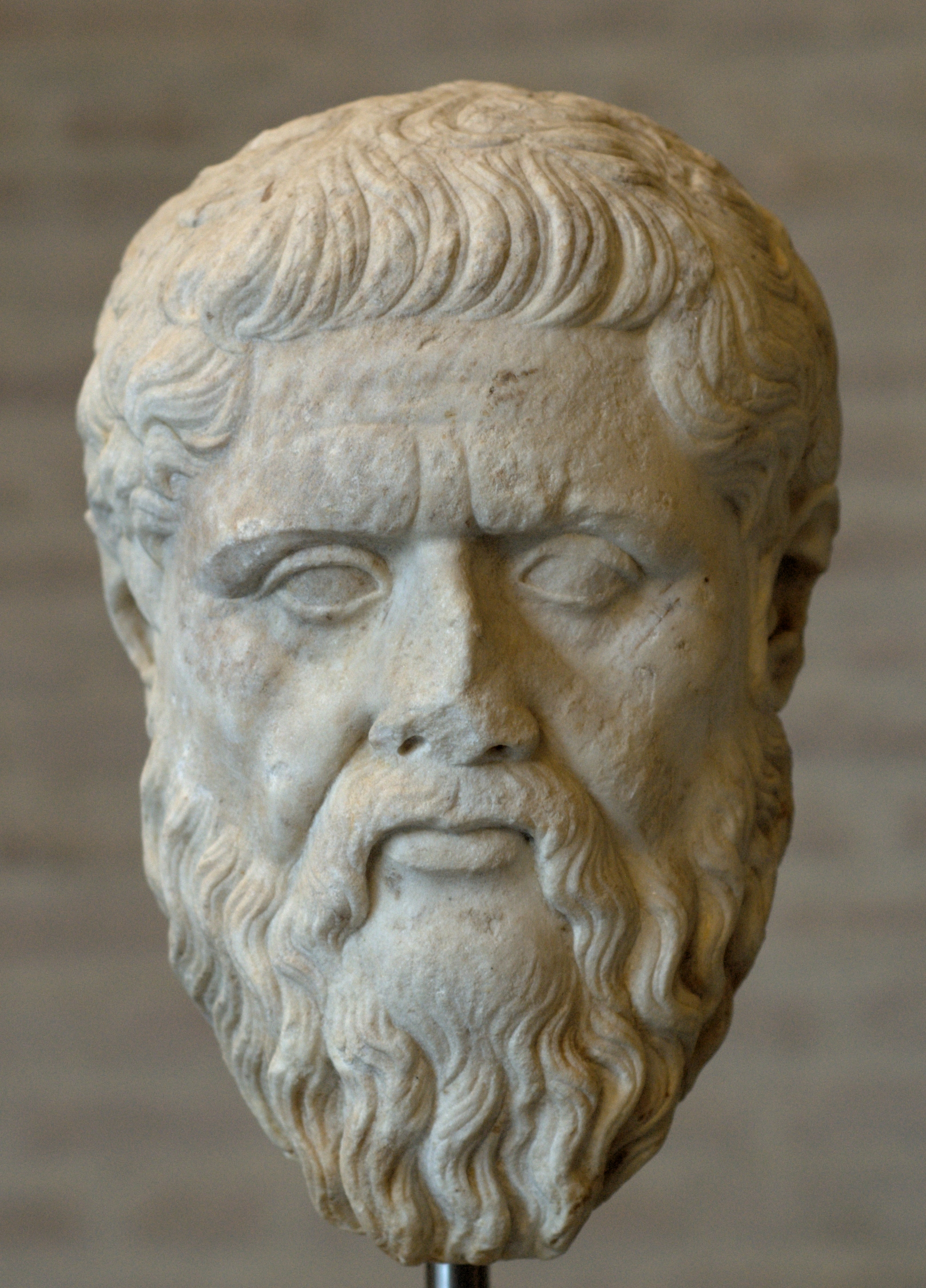
Busta Platóna

Mezi humanitní vědy se podle Ministerstva školství ČR řadí následující podskupiny oborů a samotné odbory:
- Historické vědy a archeologie
  - historie
  - archeologie
  - klasická archeologie
  - muzeologie
  - církevní dějiny
  - dějiny věd a techniky
  - archivnictví a pomocné vědy historické
  - české dějiny
  - obecné dějiny
  - ostatní příbuzné obory historických věd a archeologie
- Filologické vědy
  - cizí jazyky a kultury
  - jazykověda konkrétních jazykových skupin
  - klasické jazyky a literatury
  - neslovanské jazyky a literatury
  - orientální jazyky a literatury
  - překladatelství a tlumočnictví
  - český jazyk a literatura
  - všeobecná jazykověda
  - literární věda
  - ostatní příbuzné obory lingvistiky věd
- Filozofické vědy, etika a teologické vědy
  - systematická filozofie
  - dějiny filozofie
  - logika a metodologie vědy
  - etika
  - ostatní příbuzné obory filozofie
  - teologie
  - katolická teologie
  - evangelická teologie
  - pravoslavná teologie
  - ostatní příbuzné obory filozofických věd, etiky a teologických věd
- Vědy o kultuře a umění
  - teorie a dějiny kultury
  - religionistika
  - kulturní antropologie a etnologie
  - ostatní příbuzné obory věd o kultuře
  - estetika a dějiny estetiky
  - literární věda
  - teorie a dějiny české literatury
  - slavistika
  - teorie a dějiny konkrétních národních literatur
  - teorie a dějiny výtvarných umění
  - design
  - teorie a dějiny hudby
  - teorie a dějiny divadla
  - teorie a dějiny umění
  - teorie a dějiny filmu, rozhlasu a televize
  - architektonická tvorba
  - teorie a technologie restaurování
  - ostatní příbuzné obory věd o kultuře umění
  - ostatní obory humanitních věd